# Parc Natural de la Zona Volcànica de la Garrotxa
El Parc Natural de la Zona Volcànica de la Garrotxa és un parc natural que es troba a la comarca de la Garrotxa i protegeix gran part de la zona volcànica de la Garrotxa, el millor exponent de paisatge volcànic de la península Ibèrica. Abans de ser declarat parc natural el 1985, es va protegir com a Paratge Natural d'Interès Nacional durant la primera legislatura de la Catalunya autonòmica.
El parc consta d'una quarantena de cons volcànics d'una edat compresa entre els 10.000 i els 700.000 anys, 10 cràters, 23 cons ben conservats i més de 20 colades de laves basàltiques. L'orografia, el sòl i el clima proporcionen una variada vegetació, sovint exuberant, amb alzinars, rouredes i fagedes d'excepcional valor paisatgístic. Té un clima molt humit, i per algun tipus de vegetació es podria representar com a clima atlàntic. El tipus d'arbre que més abunda és l'alzinar muntanyenc.
Té una superfície protegida de 15.000 ha, que inclou 11 municipis, 28 reserves naturals, i pretén fer compatible la conservació amb el desenvolupament econòmic, en règim de protecció arran dels impactes de les extraccions mineres, el creixement urbanístic i els abocadors incontrolats de residus.

## Història de protecció del parc
El creixement urbà i industrial que va experimentar la regió durant els anys setanta va comportar tot un seguit d'agressions greus que van amenaçar seriosament el conjunt dels seus valors naturals. Així van començar a mobilitzar-se diferents sectors de la societat, una mobilització que va culminar l'any 1976 amb la creació de l'activa Comissió Promotora per a la Protecció de la Zona Volcànica i amb la celebració, un any després, de la cloenda de la Campanya per a la Salvaguarda del Patrimoni Natural dels Països Catalans, organitzada pel Congrés de Cultura Catalana.
Finalment, el Parlament de Catalunya va aprovar per unanimitat la Llei 2/1982, de 3 de març, de protecció de la zona volcànica de la Garrotxa, que declarava Paratge Natural d'Interès Nacional la zona volcànica de la Garrotxa, amb la finalitat d'atendre la conservació de la seva flora, la seva constitució geomorfològica i la seva especial bellesa, i en atenció al caràcter singular del territori (art. 1). Així mateix, declarava una vintena de reserves integrals d'interès geobotànic, amb la finalitat d'evitar-hi qualsevol acció que pogués reportar la destrucció, el deteriorament, la transformació o la desfiguració de la seva geomorfologia o de la seva flora (art. 2). El Decret 71/1986, de 13 de febrer, sobre aprovació de la concreció topogràfica dels límits del parc natural i de les reserves naturals de la zona volcànica de la Garrotxa, descriu el perímetre exterior del parc i les parcel·les i les subparcel·les cadastrals incloses dins les reserves naturals.
La Llei 12/1985, d'espais naturals de Catalunya, va reclassificar el Paratge Natural d'Interès Nacional en parc natural i les reserves integrals d'interès geobotànic en reserves naturals (disposició final 1a). La mateixa llei indica que l'objectiu bàsic dels parcs naturals és la protecció de valors naturals qualificats per tal d'aconseguir-ne la conservació d'una manera compatible amb l'aprofitament ordenat de llurs recursos i l'activitat de llurs habitants (art. 25). L'objecte de les reserves naturals, en canvi, és la preservació íntegra del conjunt d'ecosistemes naturals que contenen o d'alguna de les seves parts (art. 24).
El primer Pla Especial de Protecció del parc natural va ser aprovat el 1994 i el vigent se n'ha aprovat el 2010 per l'Acord de govern 161/2010 (DOGC 5735, 15/10/2010). El Pla Especial és el principal instrument d'ordenació del territori del parc i de l'aprofitament dels seus recursos. És la figura urbanística que regula els usos permesos en cada zona d'acord amb les atribucions que li confereix la Llei del sòl, i d'aquest Pla es deriven els criteris i les línies d'actuació que cal desenvolupar.

## Patrimoni natural i cultural

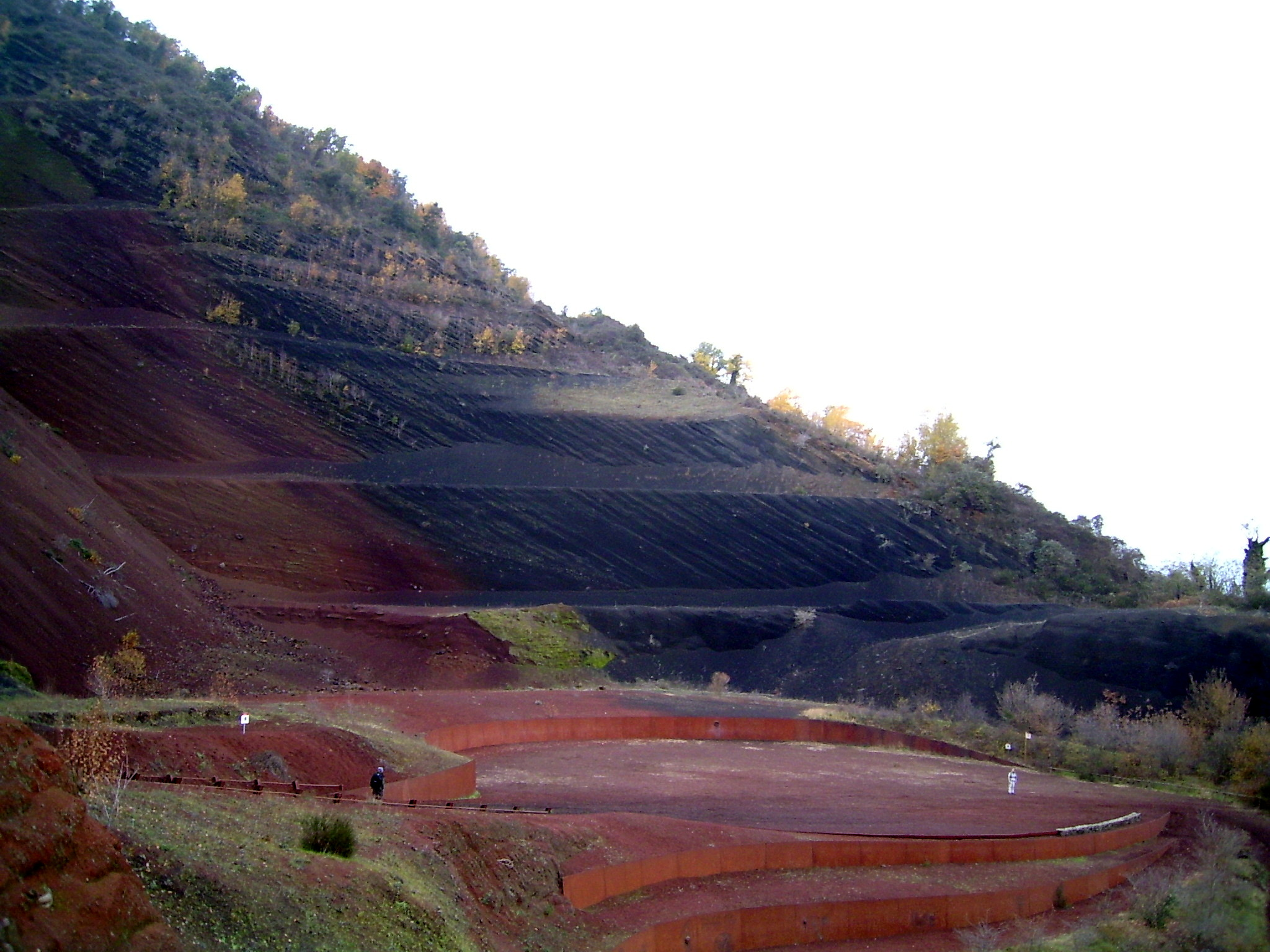
Grederes del volcà del Croscat

## Patrimoni natural i cultural[4]

### Hidrologia i geologia
Tipus de vulcanisme: vulcanisme intraplaca de tipus alcalí originat per magmes basàltics i basanítics relacionats amb el rift europeu. L'edat és compresa entre els 5.000-7.000 anys i els 700.000 anys.
Activitats eruptives: les activitats que generen el productes volcànics en aquesta zona són: a) Efusiva - colades de lava, b) Freatomagmàtica - interacció aigua i magma - onades i colades piroclàstiques - cràters d'explosió i c) Estromboliana - cons d'escòries - dipòsits de caiguda.
Valors geològics: a) Volcans (40 volcans catalogats, amb 10 cràters d'explosió freatomagmàtica (Can Tià, Garrinada, Santa Margarida, El Traiter, el Racó...) ben conservats i 23 cons d'escòries producte de l'activitat estromboliana ben conservats (Croscat, Montsacopa, Bisaroques, Rocanegra…), b) Colades de lava i morfologies associades (més de 20 colades de lava, una d'aquestes és la colada en blocs més ben conservada de la península Ibèrica (Fageda d'en Jordà)), 81 tossols (turonets originats per la interacció de zones humides amb les colades) i llacs de resclosa volcànica reblerts pels sediments que transporten els rius i torrents (la Vall d'en Bas és l'exponent més important d'aquest tipus de morfologies de tot l'estat espanyol) c) Dipòsits (en tot el parc es localitza tot un espectre de dipòsits volcànics producte d'erupcions estrombolianes i, sobretot, freatomagmàtiques, on la diversitat de dipòsits d'aquestes característiques és dels més rics d'Europa. Les colades de lava són un tipus de dipòsits interessants) i d) Afloraments (50 afloraments d'interès que conserven i il·lustren els dipòsits i processos volcànics existents en el parc (La Pomareda, grederes del Croscat, gredera Can Tià, Boscarró, cinglera de Castellfollit de la Roca…).

### Paisatge
A més dels valors geològics i biològics, el paisatge va ser l'altre valor que va justificar la declaració d'espai protegit al parc. La modèlica distribució del sòl en conreus, pastures, boscos i l'emplaçament de l'habitatge rural, com a resultat d'un assenyat aprofitament agropecuari i forestal, han configurat arreu de la zona volcànica un paisatge d'aspecte ordenat, equilibrat i serè.

### Hàbitats

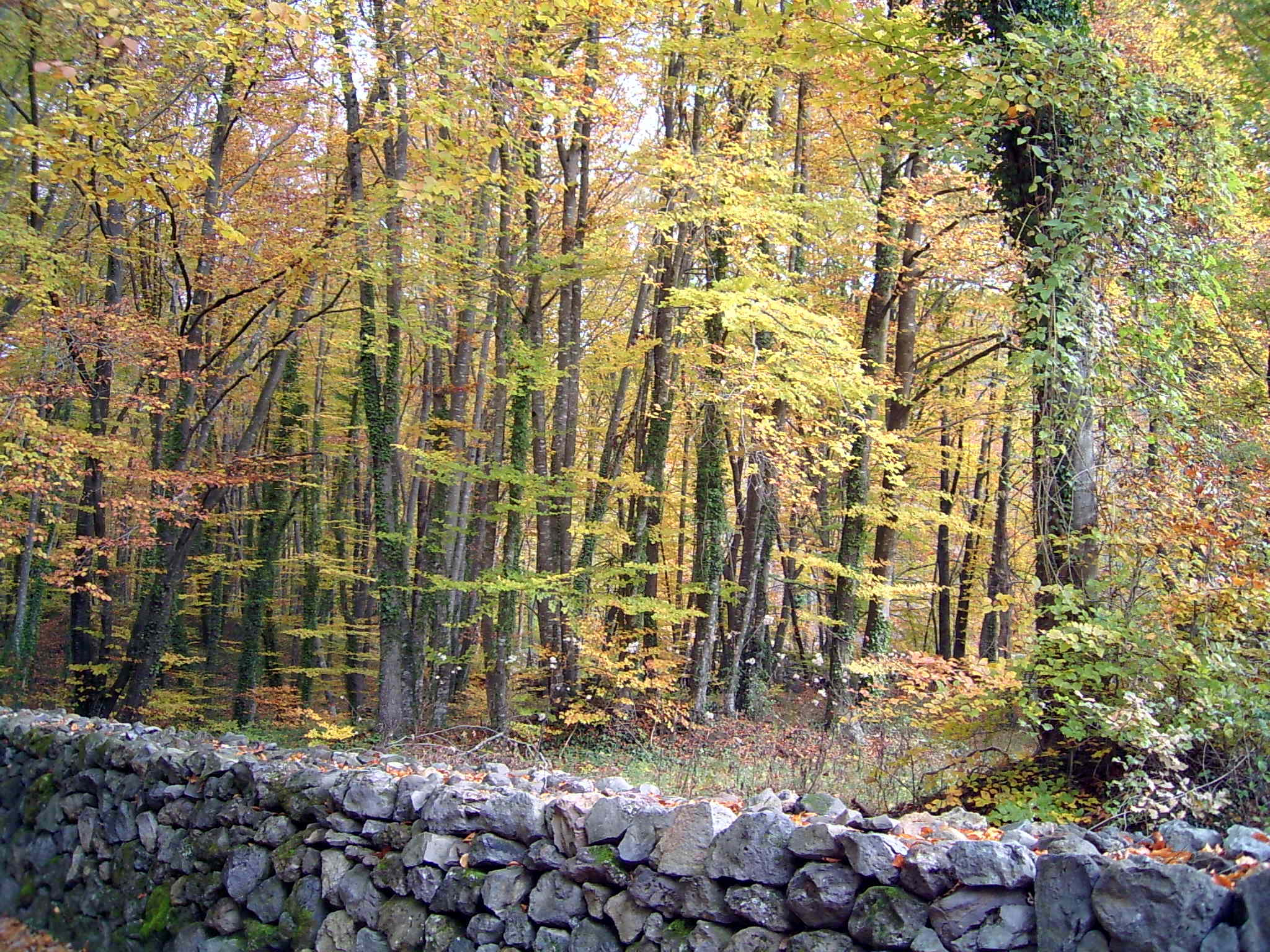
La Fageda d'en Jordà.

A la Garrotxa hi ha 26 hàbitats d'interès comunitari —alzinars, fagedes, pinedes, vernedes, tarteres, rius, etc.— amb una superfície d'unes 57.000 ha de les 73.500 que té la Garrotxa.

### Flora i vegetació
El paisatge vegetal de la zona volcànica es caracteritza per la seva diversitat. Els caràcters fisiogràfics de la zona, especialment el clima i el substrat, determinen una transició entre un paisatge vegetal mediterrani, submediterrani i centreuropeu de caràcter atlàntic.
La flora representada en aquest espai és extremadament rica, a causa de la seva situació i història biogeogràfica, tant quantitativament (hi han estat identificades unes 1.125 espècies de plantes superiors) com qualitativament (existeixen diverses plantes molt rares en el conjunt de la flora catalana), amb un predomini clar de les espècies mediterrànies i centreuropees. Gairebé el 65% del parc natural és ocupat per formacions boscoses, especialment alzinars, rouredes i fagedes, però també boscos mixtos i vernedes.
L'altre element que caracteritza el paisatge vegetal del parc són els conreus, disposats en forma de mosaic i ben adaptats als condicionaments fisiogràfics del terreny. Molts dels cràters i també la major part de les colades havien estat conreats i s'hi han desenvolupat sòls rics, les anomenades terres brunes. En l'actualitat, els conreus ocupen la quarta part de la superfície, amb predomini dels farratges i dels cereals farratgers a causa de l'especialització bovina que es produeix en el sector ramader.
D'acord amb les recomanacions del document Parques para la vida (UICN, 1994), al parc s'estan realitzant diversos estudis de seguiment: d'una banda, per donar suport a la feina dels gestors, però també per facilitar dades per a estudis a més gran escala.

### Fauna
La fauna del parc natural es caracteritza també per la seva diversitat, que s'explica pels diferents ambients que s'hi troben, i té espècies de gran interès, sobretot pel que fa als invertebrats.
Al Catàleg de vertebrats de la Zona Volcànica de la Garrotxa / 2017 (Minuàrtia, 2018), consta que han estat citades un total de 310 espècies diferents de vertebrats, de les quals 54 corresponien a mamífers, 212 a ocells, 14 a amfibis, 18 a rèptils i 12 a peixos. I també s'hi han detectat 17 espècies exòtiques.
Pel que fa als invertebrats, hi existeixen algunes espècies rares, però cal tenir en compte que el grau de coneixement d'aquest grup és encara molt baix, i les darreres dades que tenim són incloses al Catàleg faunístic del Parc (Nebot, 1995): 164 invertebrats no-artròpodes, 20 artròpodes no-insectes i 1.083 insectes.
D'acord amb les recomanacions del document Parques para la vida (UICN, 1994), al parc s'estan realitzant diversos estudis de seguiment: d'una banda, per donar suport a la feina dels gestors, però també per facilitar dades per a estudis a més gran escala.

### Cultura i història
La Garrotxa té un esperit emprenedor que es reflecteix en la seva cultura i xarxa social, en les seves tradicions, i també en la seva economia i gastronomia.
A la Garrotxa, destaca una arrelada tradició amb llarga experiència d'ensenyament artístic, relacionada amb la indústria d'imatgeria religiosa centenària.
Aquest esperit també es reflecteix en la societat garrotxina, amb una xarxa associativa amb moltíssimes entitats —en el parc natural hi ha més de 350 entitats socioculturals—, i on les festes i tradicions populars són ben arrelades i molt participatives. La indústria i els serveis de la comarca són majoritàriament a càrrec d'empreses locals amb gran empenta. Moltes s'han expansionat més enllà dels límits de la comarca. La gastronomia sempre ha estat un puntal de la comarca i ha sabut aprofitar un rebost de qualitat.
Tot això fa que al parc natural hi hagi molts indrets d'interès per visitar: cons volcànics com els volcans del Croscat, volcà de Santa Margarida, del Montsacopa, de Sant Marc, del Traiter, del Racó, etc.; colades de lava com les de Sant Joan les Fonts, les de Castellfollit de la Roca o les de Sant Feliu de Pallerols; boscos com les rouredes de la Moixina i del bosc de Tosca, la Fageda d'en Jordà, les fagedes de la Salut; espais rurals amb masies i veïnats com els de Batet de la Serra, Sant Miquel Sacot, etc.; nuclis antics medievals com ara Santa Pau i Sant Feliu de Pallerols; monuments romànics com per exemple els de Sant Joan les Fonts, Santa Pau, la vall del Corb, etc.; els edificis modernistes d'Olot, o museus com el Museu de la Garrotxa i el Museu dels Volcans.

### Entre d'altres, hi ha els següents llocs d'especial interès natural
- La Fageda d'en Jordà
- El volcà del Croscat
- El volcà de Santa Margarida
- L'altiplà de Batet i volcà de Pujalós
- El bosc de Tosca
- La colada basàltica de Castellfollit de la Roca
- El riu Fluvià
- Els aiguamolls de la Deu i la Moixina
- Diferents volcans a Olot:
  - Montsacopa
  - Volcà Bisaroques
  - Volcà de la Garrinada
  - Volcà de Montolivet

## Centre de documentació

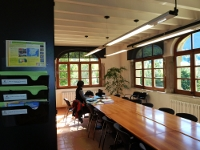
Consulta en sala a la biblioteca de Can Jordà

El Centre de Documentació del Parc Natural de la Zona Volcànica de la Garrotxa és una biblioteca especialitzada del Parc que proporciona accés a coneixement i informació sobre l'espai on s'ubica i altres matèries relacionades amb la seva gestió (espais protegits, gestió del territori, hidrologia, geologia, sòls, fauna, flora i vegetació, boscos, agricultura i ramaderia, educació ambiental, paisatge, patrimoni cultural i immaterial, turisme sostenible, impacte ambiental...). Té una part del seu fons virtual i una altra de física ubicada a Can Jordà Santa Pau, i ofereix serveis personalitzats per a 3 tipus d'usuaris: tècnics, investigadors o professors, institucions i empreses ambientalment responsables i públic en general.
Les seves funcions principals són la gestió i tractament del fons documental del parc i de la Xarxa de Custòdia del Territori, l'atenció de consultes, la difusió i la participació en activitats relacionades amb la gestió de la informació ambiental. Els seus punts forts són les consultes personalitzades, els sistemes de qualitat, la virtualitat i la participació en xarxes, com la Xarxa de Centres de Documentació dels Parcs Naturals de Catalunya, la Xarxa de Biblioteques Especialitzades de la Generalitat de Catalunya o la Xarxa espanyola RECIDA de centres d'informació i documentació ambiental.

## Municipis
- Castellfollit de la Roca
- Mieres
- Montagut i Oix
- Olot
- Les Planes d'Hostoles
- Les Preses
- Sant Aniol de Finestres
- Sant Feliu de Pallerols
- Sant Joan les Fonts
- Santa Pau
- La Vall de Bianya